# Lacoste (azienda)
Lacoste è una casa d'abbigliamento francese fondata nel 1933 da René Lacoste e dall'amico André Gillier, divenuta famosa per l'invenzione della polo, con il coccodrillo collocato alla sinistra del petto.

## Il logo
Il coccodrillo, simbolo della casa francese, viene applicato a caldo sugli indumenti. Il classico logo è rimasto immutato negli anni, tranne l'aver subito una leggera riduzione di dimensioni negli ultimi decenni. Talvolta il coccodrillo può essere di colore diverso dal verde, per esempio argentato.
La storia vera del "Coccodrillo" inizia nel 1927. René Lacoste amava raccontare come il suo soprannome fosse diventato un emblema di fama mondiale.
"La stampa statunitense mi ha soprannominato "Il Coccodrillo" in seguito ad una scommessa che avevo fatto col Capitano della squadra francese della Coppa Davis. Mi aveva promesso una valigia in coccodrillo se avessi vinto una partita importante per la squadra. Il pubblico americano si è ricordato questo soprannome che sottolineava la tenacia da me dimostrata sui campi da tennis, in quanto non mollavo mai la preda! Il mio amico Robert George mi disegnò un coccodrillo che fu poi ricamato sul blazer che indossavo in campo".

## La storia
René Lacoste e André Gillier fondarono la casa di abbigliamento in seguito alla creazione del "modello 1212", la polo che il grande tennista Lacoste aveva iniziato a commercializzare alla fine degli anni '20, anni in cui dominava i palmarès del tennis.
La tradizione vuole che Lacoste, desideroso di creare un indumento sportivo, comodo e funzionale per i tennisti dell'epoca, prese in considerazione due indumenti: la camicia e la T-shirt (che era indossata soltanto come indumento di biancheria intima). Dalla fusione di tali abiti nacque quella che venne definita "polo" e che conserva la praticità di una T-shirt a maniche corte, unita all'eleganza della camicia (nel colletto a coste). Lacoste ha dedicato molta attenzione non solo al tennis ma anche ad altri sport come il calcio e soprattutto il golf, visto che sua moglie era una assidua praticante di questo sport.
È la prima volta che un logo appare visibile su un capo di abbigliamento.
Nel 1968, con la partecipazione di Jean Patou, il marchio porta sul mercato la prima fragranza maschile, "Lacoste".
Negli anni '80, con l'apertura dei primi negozi, Lacoste diviene una catena d'abbigliamento internazionale.
Con il passare degli anni Lacoste è diventata una casa di moda a tutto tondo, con l'introduzione di calzature, profumi e accessori. 

Dal 2017 possiede anche l’azienda Tecnifibre, produttore francese di attrezzature sportive specializzato nel tennis e nello squash.

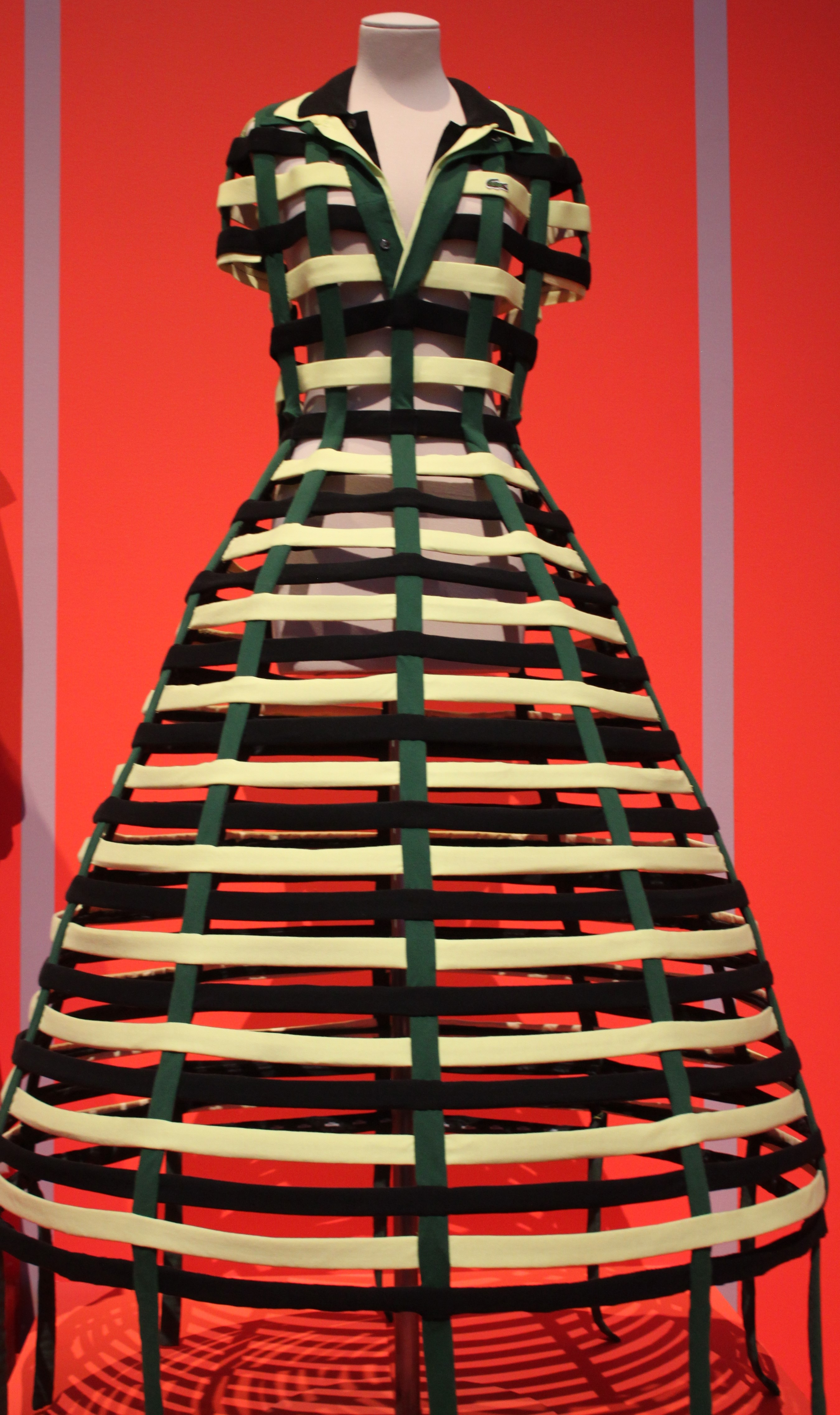
Lacoste

## Disputa legale con Crocodile
Lacoste ha avuto una lunga disputa riguardo al logo e ad alcune linee di abbigliamento, con Crocodile. Il logo di Crocodile ha un coccodrillo che guarda a destra (di chi indossa il capo d'abbigliamento), mentre Lacoste ne ha uno che guarda a sinistra. I due si combatterono i diritti sul logo in Cina, ma alla fine raggiunsero un compromesso. Crocodile accettò di cambiare il suo logo facendo diventare la coda più verticale.

## Fragranze
- Lacoste de Patou (Eau de toilette pour hommes - 1968)
- Lacoste pour homme (1984)
- Lacoste Booster (Eau de toilette pour hommes - 1996)
- Lacoste for Women (Eau de toilette pour femmes - 1998)
- Lacoste 2000 Édition limitée (Eau de toilette pour hommes - 2000/2002)
- Lacoste pour Homme (Eau de toilette pour hommes - 2002)
- Lacoste pour Femme (Eau de parfum pour femmes - 2003)
- Lacoste Style in Play (Eau de toilette pour hommes - 2004)
- Lacoste Touch of Pink (Eau de toilette pour femmes - 2004/2005)
- Lacoste Essential (Eau de toilette pour hommes - 2005)
- Lacoste Touch of Sun - Édition éphémère limitée (Eau de toilette pour femmes - 2006)
- Lacoste Cool in Play - Édition éphémère limitée (Eau de toilette pour hommes - 2006)
- Lacoste Inspiration (Eau de toilette pour femmes - 2006)
- Lacoste Challenge (Eau de toilette pour hommes - 2009)

## Alcune caratteristiche
- Bottoni in madreperla: essendo questa un prodotto naturale, due bottoni non saranno mai uguali, rendendo unico ciascun capo d'abbigliamento. I bottoni inoltre sono privi di qualsiasi logo o incisione; fanno eccezione i capi della serie Lacoste sport a tre bottoni che vengono applicati a mano uno ad uno.
- Fettuccia interna di rinforzo, in pura seta, per le cuciture superiori.
- Piccoli spacchetti inferiori.
- Colorazione molto resistente ai lavaggi (per conservare meglio i capi, inoltre, è raccomandata la stiratura degli stessi sul rovescio).
- Taglia: la taglia è quasi sempre indicata da un numero (2,3,4,5, etc. per l'uomo e 34, 36, 38, etc. per la donna) e non da abbreviazioni come S, M, L, XL, etc.
- Colori sgargianti di ogni capo.